# Lucius Dasumius Tullius Tuscus
Lucius Dasumius Tullius Tuscus (vollständige Namensform Lucius Dasumius Publi filius Stellatina Tullius Tuscus) war ein im 2. Jahrhundert n. Chr. lebender Angehöriger des römischen Senatorenstandes. In Militärdiplomen und in einer Inschrift wird sein Name als Lucius Tullius Tuscus angegeben, in den Fasti Ostienses als Lucius Dasumius Tuscus. Durch eine Inschrift, die in Tarquinii, dem heutigen Tarquinia, gefunden wurde, sind einzelne Stationen seiner Laufbahn bekannt, die als cursus inversus, d. h. in absteigender Reihenfolge angegeben ist.
Tuscus übte zunächst im Rahmen des Vigintivirats das Amt eines IIIvir aere argento auro flando feriundo aus. Im Anschluss leistete er seinen Militärdienst als Tribunus laticlavius in der Legio IIII Flavia Felix, die ihr Hauptlager in Singidunum in der Provinz Moesia superior hatte. Danach folgten (in dieser Reihenfolge) die Ämter des Quaestors als Kandidat des Kaisers Antoninus Pius (138–161), des Legaten des Statthalters in der Provinz Africa, des Tribunus plebis und des Praetors. Im Anschluss wurde er noch Verwalter (Praefectus) des Aerarium Saturni.
Durch Militärdiplome, von denen eines auf den 31. Mai 152 datiert ist, ist belegt, dass Tuscus 152 zusammen mit Publius Sufenas Severus Suffektkonsul war; die beiden Konsuln übten ihr Amt vermutlich vom 1. April bis zum 30. Juni aus. Sein Name ist auch in den Fasti Ostienses partiell erhalten. Nach dem Konsulat übernahm er das Amt des curator operum publicorum in Rom. Danach wurde er Statthalter (Legatus Augusti pro praetore) der Provinzen Germania superior und Pannonia superior (vermutlich in dieser Reihenfolge); er ist als Statthalter in Pannonia superior durch eine weitere Inschrift belegt. Als comes Augusti begleitete er Mark Aurel vermutlich während der Markomannenkriege. Aus der Inschrift geht auch hervor, dass er folgende Priesterämter ausübte: Augur, sodalis Hadrianalis und nach dem Tod von Antoninus Pius sodalis Antoninianus (siehe Sodales Augustales). Durch eine weitere Inschrift ist belegt, dass er Patron von Lugudunum war.
Tuscus war der Sohn von Publius Dasumius Rusticus, einem ordentlichen Konsul im Jahr 119 und der Neffe von Publius Tullius Varro, einem Suffektkonsul im Jahr 127. Er begleitete seinen Onkel, als dieser Statthalter in Moesia superior und Africa war. Marcus Dasumius Tullius Varro war wahrscheinlich sein Sohn.
Tuscus war in der Tribus Stellatina eingeschrieben und stammte vermutlich aus Tarquinii, da Publius Tullius Callistio, wahrscheinlich ein Freigelassener der Familie, für ihn und seinen Onkel dort jeweils eine Statue errichten ließ, deren zugehörige Inschriften ihren jeweiligen Cursus honorum enthalten. Aufgrund einer weiteren Inschrift aus Tarquinii wird angenommen, dass er die dortigen Thermen vollendete, deren Bau Publius Tullius Varro in seinem Testament angeordnet hatte.

## Datierung
Bei der Epigraphik-Datenbank Clauss-Slaby wird die Inschrift aus Rom auf 146/147, die Inschrift aus Aquae Iasae auf 162/166 und die Inschrift aus Tarquinia auf 161/169 datiert.
Mireille Corbier datiert die einzelnen Stationen seiner Laufbahn wie folgt: Tribunus militum um 135 (als sein Onkel Statthalter in Moesia superior war), Legatus 142/143 (als sein Onkel Statthalter in Africa war), Tribunus plebis 144, Praetor 146, Präfekt des aerarii Saturni von 147 bis 149, curator operum publicorum wahrscheinlich im Jahr 153 (oder danach), Statthalter in Germania superior um 160/161, Statthalter in Pannonia superior zwischen 162 und 166 und comes Augusti nach 169.